# Kanaltunnel bei La Collancelle
Der Kanaltunnel bei La Collancelle wurde in den Jahren von 1784
bis 1838 gebaut. Er liegt bei La Collancelle und ist mit 758 m Länge der längste von insgesamt drei Wasserwegstunneln am Canal du Nivernais.